# زغرين (الهرمل)
زغرين، هي قرية لبنانية من قرى قضاء الهرمل في محافظة بعلبك الهرمل. 
- المسافة من بيروت: 143 كلم
- الارتفاع عن سطح البحر: 850 م